# Garena
Garena vytvořena roku 2008 (zkratka Global Arena, dříve GGC) je program, díky kterému je možnost hrát online různé typy her, jako při přítomnosti na LANu. Například - Warcraft, Left4Dead, Counter-Strike, CSS, Age of Empires a další.
Garena má sídlo ve městě Singapur a je spravována mnoha adminy. Jednotlivé hry mají své vlastní sekce a každá sekce je rozdělena podle světadílů a nadále podle různých místností. V každé místnosti může být najednou standardně 225 lidí, tento limit mohou přesahovat pouze lidé se speciální hodností - Gold Member, Premium Member, Room Admin, Garena Admin.
Při hraní na této platformě není potřeba využívat originálních verzí hry, ale je to vysoce doporučeno!
Garena využívá GG Shelly, které si kupujete za skutečné peníze a za GG Shelly si nakupujete výhody. Garena má další obrovskou výhodu a to je GGTV - Garena Gaming TV díky které se můžete dívat na mnohé zápasy online díky stream účtům některých uživatelů.
Garena zároveň funguje jako chat, je možnost se s uživateli domlouvat v jednotlivých místnostech a nebo přes funkci soukromé zprávy, kterou můžete poslat v podstatě každému uživateli, který je zrovna připojen v tomto programu.